# Pulaski Bridge
Pulaski Bridge – most zwodzony nad Newtown Creek w Nowym Jorku łączący 11th Street w Long Island City (Queens) z McGuinness Boulevard na Greenpoincie (Brooklyn). Nazwany na cześć polskiego generała Kazimierza Pułaskiego ze względu na dużą liczbę osób polskiego pochodzenia zamieszkujących Greenpoint. Most liczy 860 m długości. Posiada dwie jezdnie z sześcioma pasami ruchu (po trzy pasy w każdą stronę) oraz chodnik po zachodniej stronie. 
Według danych z 2008 roku każdego dnia przez most przejeżdża średnio 37 tys. pojazdów mechanicznych.
Projektantem mostu był Frederick Zurmuhlen. Prace budowlane rozpoczęły się w 1947 roku i trwały do 1954 roku. Całkowity koszt budowy wyniósł 11,2 mln dolarów. Most został otwarty 10 września 1954 roku i zastąpił pobliski, zburzony w tym samym roku, Vernon Avenue Bridge, który łączył Vernon Avenue w Long Island City z Manhattan Avenue na Greenpoincie. W latach 1991–94 Pulaski Bridge został przebudowany.